# Bruin heidestaartje
Bruin heidestaartje (Cladonia glauca) is een soort korstmos uit het geslacht Cladonia. De soort leeft in symbiose met de alg Trebouxioid.

## Determinatie
Het primaire thallus bestaat uit grondschubben die aan de bovenkant grijsgroen van kleur zijn, maar meestal zijn ze deels bruinig aangelopen; de onderzijde is witachtig van kleur. Er zijn géén sorediën op deze schubben aanwezig. Doorgaans zijn het rechtopstaande grondschubben, die veelal zeer diep zijn ingesneden en qua lengte variëren van 4–8 mm. Ze vormen dichte zoden.
Podetiën zijn meestal aanwezig. Deze zijn staafvormig, recht of gebogen, onvertakt of bovenaan zwak dichotoom vertakt. De kleur van de podetiën is grijsgroen, maar ook deze zijn vaak grotendeels bruin aangelopen. Aan de bovenkant zijn ze meestal deels grof soredieus en tevens beschubd; naar onder toe wordt de beschubbing steeds sterker. Soms zijn er op de podetiumtop zwarte en/of bruine pycnidiën aanwezig.
Bruin heidestaartje kan vanuit de podetiumtop apotheciën ontwikkelen, al doet de soort dit in Nederland niet. De apotheciën zijn bruin van kleur en hebben een diameter van 0,3–0,6 mm. Daarin worden eencellige, kleurloze sporen van 7–10 × 2–3 μm gevormd. 

### Kleurreacties
Bruin heidestaartje heeft de volgende kenmerkende kleurreacties: P− en UV+.

### Gelijkende taxa
Bruin heidestaartje kan onder andere lijken op doornig heidestaartje, die dunnere podetiën heeft met kleine, omgebogen tot afgebroken blaadjes.

## Ecologie
Bruin heidestaartje groeit terrestrisch vaak op zuur strooisel, mor en kaal zand in heidevelden, lichte bossen, duinen en zandverstuivingen. Ook groeit zij veel op dood hout, boomstronken, rieten daken en op ruwe schors van levende bomen en struiken, waaronder zomereik, ruwe berk, grove den en jeneverbes.

### Ecologische relaties
De rondwormen Aphelenchoides lichenicola en Ottolenchus cabi voeden zich met bruin heidestaartje.
Er leven protococcoïde algen en cephalodia met blauwgroene algen in het thallus.

## Verspreiding
Bruin heidestaartje komt in Nederland vrij algemeen voor. Het staat niet op de rode lijst en is niet bedreigd.

## Taxonomie
Bruin heidestaartje werd voor het eerst formeel voor de wetenschap beschreven als een nieuwe soort in 1828 door Duits botanicus Heinrich Gustav Flörke.